# Villa Cyrnos
Ne pas confondre avec la villa Cypris voisine où se trouve une galerie face à la mer avec un péristyle encadré de colonnes en pierre.
La villa Cyrnos (Cyrnos veut dire « Corse » en grec, en souvenir de l'île où est né Napoléon Ier, fondateur du Premier Empire) est une villa construite en 1892 par Hans-Georg Tersling pour l'ex-impératrice Eugénie au Cap Martin,.

## Historique
L'ex-impératrice voulait avoir son propre palais et ne plus être systématiquement l'invitée de son amie Elisabeth, dite « Sissi », impératrice d'Autriche,.
Dans cette villa de la Belle Époque lui servant de résidence secondaire l'hiver, elle y reconstitua une petite cour, restes de celle des Tuileries avec par exemple la comtesse de Pourtalès, le duc de Montebello et son secrétaire Piétri .
La villa possède des loggia, une rotonde à colonnades, une terrasse et une tour belvédère pour voir la mer. La façade est ornée d'aigles impériaux.
Les jardins ont été conçus par Ferdinand Bac et Ludovic Winter. Comme dans le domaine des Colombières de Menton du même Ferdinand Bac, à l'origine, le jardin était à l'état naturel sans l'ajout de palmiers et de plantes tropicales importées.